# 吉田夏彦
吉田 夏彦（よしだ なつひこ、1928年7月27日 - 2020年8月13日）は、日本の哲学者、東京工業大学名誉教授。専門は科学哲学。

## 略歴
- 昭和3年7月27日東京都生まれ。
- 昭和26年に北海道大学文学部哲学科卒業。
- 北海道大学助教授、東京工業大学助教授、教授、教養部長、お茶の水女子大学教授、立正大学文学部哲学科教授を務める。
- 1997年にはフジテレビ「タモリの新・哲学大王!」のレギュラーコメンテータを務めた。

## 著書
- 『論理学』培風館、1958
- 『現代哲学の考え方』講談社現代新書、1969
- 『散文の季節―社会評論集』ぺりかん社、1970
- 『ことばと実在―形式主義と集合の哲学』新曜社、1971
- 『ロボットの哲学』日本経営出版会、1971
- 『文明を問いつめる―未来に何が可能か』日本経済新聞社・日経新書、1972
- 『人間のための文明論』PHP研究所、1974
- 『相対主義の季節―自由と責任』角川書店・角川選書、1977
- 『なぜと問うのはなぜだろう』国土社「常識より科学へ」、1977／ちくまプリマー新書、2017
- 『論理と哲学の世界』新潮社・新潮選書、1977／ちくま学芸文庫、2017
- 『複製の哲学』TBSブリタニカ、1980
- 『感情人間・論理人間―考えを筋道立ててまとめるために』ごま書房、1980
- 『絵のパラドクスと言葉のパラドクス』岩波書店、1985
- 『記号と人間』放送大学教育振興会、1985
- 『記号論』放送大学教育振興会、1989／ちくま学芸文庫、2017
- 『ことばとコミュニケイション』放送大学教育振興会、1989
- 『デジタル思考とアナログ思考』NHKブックス、1990

### 共著・編著・共編著
- 沢田允茂共編著『現代論理学入門』有斐閣、1968
- 編著『哲学序説』新曜社、1970
- 赤摂也共著『人間と数学』朝日出版社・レクチャーブックス、1975／朝日選書、1976
- 佐橋滋共編著『「1984年」オーウェルの警告に応えて：ハイテクノロジー社会と人間の自由』日本放送出版協会、1984
- 共編著『2001年小事典』エッソ、東京堂出版、1984
- 草薙裕・南不二男・中野洋共著『朝倉日本語新講座4　文法と意味Ⅱ』朝倉書店、1985

### 翻訳
- マルセル・ボル/ジャック・レーナール『論理学の歩み』花田圭介共訳、白水社・文庫クセジュ、1955、改版1975
- A・J・エイヤー『言語・真理・論理』岩波書店・岩波現代叢書、1955、改版1986／ちくま学芸文庫、2022
- ウィリアム・ジェイムズ『多元的宇宙』「著作集6」日本教文社、1961、オンデマンド版2014
- リチャード・テイラー『哲学入門』培風館、1968、新版1976
- ロデリック・チゾルム『知識の理論』培風館、1970
- A・J・エイヤー『ラッセル』岩波書店・岩波現代選書、1980
- ランベルト/ブリタンJr『科学哲学入門』藤川吉美共訳、培風館、1981
- ロバート・ハンベリー・ブラウン『知恵としての科学―何が社会に役立つか』奥田栄共訳、岩波書店、1990
- W・V・クワイン『哲学事典』野崎昭弘共訳、白揚社、1994／ちくま学芸文庫、2007
- ダフィット・ヒルベルト/パウル・ベルナイス『数学の基礎』渕野昌共訳、シュプリンガー・フェアラーク東京、1993

## 共著
- 「山本さんにまたお會ひしたい」『形而上学の可能性を求めて──山本信の哲学』工作舎, 2012。ISBN 978-4875024477

## 家族
- 父親：吉田洋一（数学者）
- 兄弟（義理）：赤摂也（数学者）